# 半場無戰事
《半場無戰事》（英語：Billy Lynn's Long Halftime Walk），是由班·方登所創作的諷刺伊拉克戰爭小說。

## 故事簡介
19歲大兵比利·林恩在伊拉克服役，因碰巧福斯新聞網捕捉其參與擊潰敵軍畫面而成為國民英雄，是役同袍一個戰死、一個失去雙腿……。他與所屬小隊返國接受布希總統授勳表揚，一時炙手可熱，還要在德州感恩節大賽現場與碧昂絲、天命真女同台演出。但虛偽榮耀的背後、嘉年華般的9天奇遇裡，讓比利學會如何分辨這世界的真假。

## 改編電影
由此原著改編成電影的《比利·林恩的中場戰事》在2016年上映，執導的為李安。

## 外部連結
- 半場無戰事的Facebook專頁